# 古达机场
古达机场（英文Kudat Airport，马来文Lapangan Terbang Kudat，简称古达机场）位于马来西亚沙巴古达市，机场离市区大概5公里，主要服务古达和周边地区，是继亚庇国际机场，斗湖国际机场，山打根国际机场，纳闽国际机场和拿笃机场沙巴第六繁忙机场。古达机场跑道长2395米、宽18米。

## 定期航点
| 航空公司 | 目的地       |
| -------- | ------------ |
| 马航飞翼 | 亚庇，山打根 |